# Dance Gavin Dance
Dance Gavin Dance é uma banda de post-hardcore americana formada em Sacramento, Califórnia, em 2005. Atualmente a banda é formada por Jon Mess (vocal gutural), Tilian Pearson (vocalista), Will Swan (guitarrista e vocalista), Andrew Wells (guitarrista e vocalista) e Matthew Mingus (baterista e percussionista). Com o falecimento do baixista Tim Feerick, a banda conta com Sergio Medina, guitarrista da banda Royal Coda, como baixista substituto em apresentações ao vivo.
A banda já lançou dez álbuns de estúdio, um EP e dois álbuns ao vivo. Seu mais recente álbum, "Jackpot Juicer", foi lançado no dia 29 de julho de 2022.

## História

### Whatever I Say Is Royal Ocean(2005–2007)
O nome "Dance Gavin Dance" foi derivado pelo então vocalista Jonny Craig. Gavin era um bom amigo para a banda e morreu em um acidente de carro, ele gostava de festas e fazer festas, e gostava muito de dançar, quando ele começa a dançar todos diziam Dance Gavin Dance, disse em uma entrevista realizada para o AbsolutePunk. Dance Gavin Dance lançou seu EP auto-produzido, Whatever I Say Is Royal Ocean, em 2005, que posteriormente foi re-lançado em 14 de novembro de 2006 pela Rise Records. A banda então começou a escrever e se preparar para gravar o seu álbum de estreia Downtown Battle Mountain com o mesmo grupo de músicos.

### Downtown Battle Mountain(2007–2008)
Eles entraram em estúdio em janeiro de 2007 com o produtor Kris Crummet e lançaram seu primeiro álbum completo, Downtown Battle Mountain em 15 de maio de 2007 pela Rise Records.
Em agosto de 2007, o guitarrista Sean O'Sullivan deixou a banda devido a conflitos pessoais entre Jonny Craig e Matt Mingus. O'Sullivan passou a tocar para as bandas Consider the Thief e Early States. Sean foi substituído por Zac Garren.
Em novembro de 2007, o vocalista Jonny Craig deixou a banda, e não foi autorizado a voltar quando ele pediu para voltar, devido a tensões extremas e conflitos pessoais com os outros membros da banda, como afirmou a banda em uma entrevista realizada para o Submergemag.com. Imediatamente depois de sua partida do Dance Gavin Dance, Jonny Craig entrou como vocalista do A Skylit Drive temporariamente. Craig logo depois se juntou a banda Emarosa, Isles & Glaciers, e começou um projeto solo pela Rise Records.
Pouco depois da partida de Craig, a banda realizou audições para um novo vocalista. Centenas de vocalistas potenciais foram experimentadas e, em um ponto, Nic Newsham do Gatsbys American Dream foi levado de Washington para uma audição. Embora Newsham optou por não fazer parte do grupo, mas desenvolveram uma amizade. Isso resultou na aparição de Nic na música "Uneasy Hearts Weigh The Most", que apresenta em seu auto-intitulado álbum de 2008. Kurt Travis, ex-vocalista da bandas Five Minute Ride, O! The Joy, e No Not Constant tornou-se o novo vocalista da banda.

### Dance Gavin Dance (auto-intitulado)(2008–2009)
Em 20 de abril de 2008, Dance Gavin Dance entrou no estúdio para gravar seu segundo álbum de estúdio, o auto-intitulado Dance Gavin Dance, com Kris Crummett como produtor mais uma vez. Ele foi lançado em 19 de agosto de 2008.
Antes que o álbum foi lançado, mas depois de ter sido gravado, dois membros originais Jonathan Mess e Eric Lodge deixaram o Dance Dance Gavin. Não foram feitas declarações oficiais pela banda em relação à saída deles. Jon Mess havia gravado o álbum sabendo que ele ia deixar a banda. É geralmente aceito que Mess, além de sofrer da doença de Lyme, estava cansado de turnês constantes, e Lodge simplesmente seguiu o mesmo exemplo, como os dois eram melhores amigos.
Após a partida, Will Swan assumiu as funções de vocais gritados e também na guitarra, e Jason Ellis (anteriormente de Five Minute Ride) substituiu Eric no baixo. A banda filmou um vídeo para a música  "Me and Zoloft Get Along Just Fine" com o diretor Robby Starbuck, que foi lançado em 18 de novembro de 2008. A voz de Jon Mess "foi sincronizado por Will Swan no vídeo da música.

### Happiness(2009)
Em fevereiro de 2009, a banda entrou em estúdio para gravar o seu terceiro álbum de estúdio mais uma vez com o produtor Kris Crummett. O álbum resultante, Happiness, foi lançado em 9 de junho de 2009. O baixista Jason Ellis aparece no Hapiness, mas deixou a banda antes de seu lançamento. Ele foi substituído por Tim Feerick. O álbum marcou uma leve mudança no som da banda, o álbum traz muito menos vocais gritados do que o álbum auto-intitulado, e é mais na veia do rock experimental do que o tradicional post-hardcore. Um vídeo da música "Tree Village" foi liberada logo após o álbum ser lançado. A banda embarcou em turnê com Emarosa, Closure in Moscow, Scary Kids Scaring Kids, e outros bandas em apoio ao álbum.

### Downtown Battle Mountain II(2010–2012)
Em 10 de fevereiro de 2010, o guitarrista Zachary Garren foi expulso do Dance Dance Gavin devido a conflitos pessoais com Will Swan. Garren passou a formar uma nova banda, Strawberry Girls, com o baterista Ben Rosett. Dance Gavin Dance participou do festival Soundwave como apenas quatro membros, com Swan tocando ambas as partes de guitarra e Kurt Travis tocando teclados. Pouco depois Garren foi substituído por Dan Snook. Seu primeiro show foi em 12 de março de 2010 na cidade natal de Dance Gavin Dance no The Boardwalk. Vários meses depois, no entanto, Snook e o baixista Tim Feerick deixarão o Dance Gavin Dance.
Depois de vários meses surgiram rumores de a banda acabar, Jon Mess e Eric Lodge oficialmente voltaram à banda em meados de 2010. Josh Benton, ex-guitarrista e companheiro da banda de Kurt Travis No Not Constant, assumiu as funções de guitarra. Em agosto a Alternative Press lançou um artigo dizendo que o vocalista Kurt Travis e Dance Gavin Dance tinham oficialmente se separado e que Jonny Craig voltaria à banda. Suponhou-se que Jonny iria gerir os vocais para ambas as bandas Dance Gavin Dance e Emarosa, até que ele foi expulso da Emarosa no início de 2011. O ex-guitarrista Sean O'Sullivan voltou à banda para vários shows para o final de 2010, o retorno da formação do Downtown Battle Mountain. Em setembro o Dance Gavin Dance postou em seu Twitter que iria gravar o seu novo álbum Downtown Battle Mountain II no final do ano. Pouco depois sua página oficial no MySpace foi atualizada, informando 'Downtown Battle Mountain Pt. II" vindo em abril de 2011. Em 24 de janeiro de 2011, o primeiro single do Downtown Battle Mountain II foi lançado, intitulado "Heat Seeking Ghost of Sex.". Mais tarde, na mesma semana, Alternative Press lançou uma segunda faixa, "The Robot With Human Hair Part 2 1/2."
Em 16 de janeiro de 2011, Jonny Craig twittou: "Quero pedir desculpas a todos, mas eu vou entrar em hiato por muito muito tempo. Todos os meus shows e CD serão cancelados. Obrigado e boa noite", posteriormente esclarecendo que "vai estar pulando fora dos shows com DGD e Emarosa ". Tilian Pearson, ex-vocalista do Tides of Man entrou no lugar de Craig na Primavera de 2011 na turnê com Emarosa, Chiodos, enquanto todos os shows do Dance Gavin Dance saíram conforme o planejado.
Em março de 2011, a banda começou sua turnê pelos Estados Unidos com Iwrestledabearonce, In Fear And Faith, e Just Like Vinyl, seguido por uma pequena turnê europeia, culminando em dois shows em Londres tocando o Downtown Battle Mountain na primeira noite e o Downtown Battle Mountain II na segunda noite. A banda também foi confirmada para participar da Vans Warped Tour de 2011. Em abril de 2011 em entrevista com Mind Equals Blown, o baterista Matt Mingus afirmou que a banda planeja lançar um novo álbum com a formação atual, reunificada.
Em 19 de outubro de 2011, Dance Gavin Dance anunciou que eles estavam entrando em hiato. Este anúncio veio logo após o cancelamento de sua turnê com I Set My Friends On Fire e A Lot Like Birds. O guitarrista Will Swan depois atribuiu o hiato da banda por questões não especificadas com Jonny Craig. Apesar do anúncio de hiato, em 23 de dezembro de 2011, a banda anunciou que iria embarcar em uma pequena turnê com A Lot Like Birds e Lead Hands em fevereiro de 2012 com Kurt Travis (A Lot Like Birds) e Matt Geise (Lower Definition) fazendo vocais para a banda. Foi a primeira vez que a banda tocou músicas de todos os seus álbuns em um único show.

### A Segunda Saída de Jonny & Acceptance Speech(2012–2014)
Em 20 de agosto de 2012, Jonny Craig anunciou sua saída da banda.
Em 21 de agosto de 2012, Dance Gavin Dance anunciou a partida de Craig via Facebook dizendo:
"Quando Jonny voltou ao DGD, que estavam prestes a chamá-la. Cansado de turnês e estar longe de casa por 8 meses do ano, queríamos agitar as coisas. Nós pensamos que seria divertido fazer uma sequela dbm com Jonny e sair sobre isso. Gravamos dbm2 e senti que seria um desserviço aos nossos fãs para não deixá-los ouvir o novo álbum ao vivo. Nós fizemos uma turnê e sentimos rejuvenescido, mas Jonny não estava em um bom lugar. Depois de tentar convencê-lo para obter ajuda sobre a Warped Tour, que cancelou uma atração principal em Novembro/Dezembro de 2011 e disse a ele que não faria uma turnê até que ele procurasse a ajuda real para o seu vício. Temos o nosso bom amigo Matt Geise para o preenchimento de um curto prazo que fizemos no início deste ano, enquanto Jonny estava na reabilitação. Ele foi liberado e queria estar na estrada imediatamente. Nós não tinhamos certeza de como as coisas vão, só reservei uma pequena parte da turnê The All Stars para ver se Jonny ainda poderia funcionar como o nosso vocalista. Depois de uma semana e meia as coisas não estavam indo bem. Tudo veio à cabeça quando Jonny foi publicamente repreendido pelo dono da Sumerian Records por múltiplas ofensas. Foi então que percebemos que nosso tempo com Jonny tinha tinha chegado ao fim. Desejamos Jonny o melhor em seus futuros empreendimentos, mas ele não será mais uma parte da DGD. Nós, entretanto, vamos continuar a escrever música porque é o que nós amamos fazer".
Tilian Pearson, ex-Tides of Man, recebeu a proposta de ser o novo vocalista da banda durante a gravação de seu álbum solo. Pearson, juntamente com o guitarrista Josh Benton e o baixista Tim Feerick, foram confirmados como membros oficiais por Jon Mess. O quinto álbum da banda, Acceptance Speech, foi lançado em Outubro de 2013 pela Rise Records. O álbum foi produzido por Matt Malpass. Logo depois das filmagens do videoclipe para o single "Strawberry Swisher Pt. 3", Josh Benton se separou da banda para focar na sua carreira como engenheiro de áudio e produtor. Aric Garcia de Hail the Sun preencheu para a banda na The Acceptance Speech Tour e na The Rise Records tour. Em 17 de Setembro, Dance Gavin Dance lançou uma b-side de Acceptance Speech intitulada "Pussy Vultures".

### Instant Gratification & Aniversário 10 anos da banda (2014–2016)
Em 29 de Outubro de 2014, o produtor Kris Crummett anunciou que a gravação do sexto álbum de estúdio da banda, "Instant Gratification", tinha sido completa. No lugar de Josh Benton, o guitarrista de Strawberry Girls, Zachary Garren, o guitarrista da banda Secret Band, Martin Bianchini, o guitarrista de Hail the Sun e o membro de turnê Aric Garcia contribuíram nas novas gravações.
Em 6 de Fevereiro de 2015, a Rise Records e Dance Gavin Dance lançaram um teaser para o novo álbum Instant Gratification, como sendo 14 de Abril a data de lançamento. Em 12 de Fevereiro de 2015 a banda lançou o single principal do álbum, "On the Run" no canal oficial do Youtube da gravadora Rise Records.
Em 19 de Fevereiro de 2015, o guitarrista da banda, Will Swan, postou no Facebook que a sua mesa de pedal de guitarra que ele usava para tocar com Secret Band, Dance Gavin Dance e Sianvar tinha sido roubada em um show de 14 de Fevereiro na The Blue Swan Tour. Ele lançou uma conta no Go Fund Me e pediu aos fans que doassem $2,500 para ajudar na compra de uma nova mesa de pedal. O financiamento atingiu sua meta em menos de 3 horas da sua criação.
Dance Gavin Dance entrou em turnê nos EUA apoiando Memphis May Fire, juntamente com Crown The Empire e Palisades na "Take Action Tour" de 10 de Março até 4 de Abril de 2015.
Em apoio ao sexto álbum, a banda anunciou a "The Instant Gratification Tour", que irá embarcar de 14 de Abril até 8 de Maio de 2015, atravessando toda América do Norte. Atos de apoio incluem as bandas Polyphia, Hail The Sun e Stolas.

### Tree City Sessions & The Mothership(2016–2017)
Em 23 de dezembro de 2015, a Rise Records revelou que Dance Gavin Dance lançaria o seu sétimo álbum de estúdio, no outono de 2016. Em 02 de março de 2016, a banda anunciou o "Tree City Sessions", seu álbum de estúdio ao vivo, lançado no dia 13 de maio de 2016.
O álbum contém músicas ao vivo gravadas pela banda em Sacramento, Califórnia, no estúdio de gravação Pus Cavern e produzido pela Rise Records.  As 12 faixas do álbum ao vivo são releituras de músicas dos seis álbuns anteriores da banda ("Acceptance Speech", Happiness, Downtown Battle Mountain, Downtown Battle Mountain II, "Acceptance Speec" e "Instant Gratification").
A banda se apresentou em "So What Music Festival", em Grand Prairie, Texas, em 20 de março de 2016.  Também se apresentaram no "Extreme Thing Sports & Music Festival" em Las Vegas, Nevada, em 02 de abril de 2016, com outras bandas como Saosin, The Story So Far, The Maine, Mayday Parade, entre vários outros. Em 10 de Maio de 2016, a banda anunciou turnê no Reino Unido, comemorando o aniversário de 10 anos, com apresentações que incluiriam os vocalistas Tilian Pearson, Kurt Travis, e Jonny Craig.
Em 11 de julho, o grupo anunciou sua turnê de outono pelos EUA, que será realizada de 22 setembro - 27 outubro, de 2016.
Em 27 de julho de 2016, a banda anunciou seu sétimo álbum de estúdio, "Mothership", que será lançado em 07 de outubro. Eles também anunciaram o "The Mothership Tour", turnê americana que será realizada nos meses de Setembro e Outubro de 2016, e terá o apoio das bandas The Contortionist, Hail The Sun & Good Tiger.
Dance Gavin Dance embarcou na turnê do 10º aniversário da Europa de 3 a 26 de novembro de 2016.
Durante fevereiro e março de 2017, a banda embarcou em uma turnê com a banda CHON. A turnê era conhecida como " The Robot with Human Hair Vs. Chonzilla."
Em 1 de junho de 2017, a banda lançou uma single cover da música "That's What I Like" de Bruno Mars no YouTube.
Para o verão de 2017, a banda encabeçou o Vans Warped Tour.
Em 15 de junho de 2017, a banda lançou um single intitulado "Summertime Gladness".

### Artificial Selection (2017-2018)
Em 17 de outubro de 2017, a banda anunciou que iria começar a gravar seu próximo álbum, que será lançado em 2018. A banda embarcou em uma turnê européia de 3 a 22 de março de 2018, com apoio de Veil of Maya e Thousand Below. A banda anunciou o nome do seu oitavo álbum de estúdio, "Artificial Selection", em 23 de março de 2018. A banda lançou o single "Midnight Crusade" em 4 de abril de 2018, acompanhado de seu videoclipe. Em 3 de maio de 2018 a banda lançou a música "Son of Robot". Em 8 de junho a banda lançou o álbum "Artificial Selection".

### Afterburner e Tree City Sessions 2 (2020)
Em 21 de fevereiro de 2020, a banda anunciou seu décimo álbum de estúdio juntamente com o single "Prisoner" para 24 de abril de 2020. No dia 12 de março a banda lançou o segundo single do álbum juntamente com um videoclipe, intitulado "Strawberry's Wake".
Em 25 de dezembro de 2020, a banda lançou seu terceiro álbum ao vivo, "Tree City Sessions 2".

### 2021–presente:Jackpot Juicer, morte de Tim Feerick e hiato de Tilian Pearson
Em 26 de fevereiro de 2021, o guitarrista Will Swan confirmou que a banda estava escrevendo seu décimo álbum de estúdio, que estava programado para começar a gravar no verão. Em 16 de outubro, Tilian anunciou que o vocalista Andrew Wells seria o mais novo membro da banda. A banda encerrou 2021 com a turnê Afterburner com apoio da banda Polyphia, Veil of Maya, Eidola e Wolf & Bear. Foi uma das primeiras turnês em grande escala desde a pandemia do COVID-19 e vendeu um total de 78.565 ingressos e 28 dos 33 shows esgotaram.
Em 24 de março de 2022, a banda lançou a canção "Synergy" com Rob Damiani da banda de rock inglesa Don Broco, como o single principal de seu décimo álbum de estúdio, '"Jackpot Juicer". As primeiras críticas ao álbum foram muito positivas, com BoolinTunes referindo-se a ele como o "lançamento mais eletrizante, consistente e variado" da banda. Em apoio ao álbum, a banda se apresentou em seu segundo SwanFest inaugural no Heart Health Park em Sacramento, Califórnia em 23 de abril de 2022, que foi seguido por uma turnê de primavera com apoio de Memphis May Fire, Volumes e Moon Tooth em abril e maio. A banda foi anunciada como suporte na turnê "A Window of the Waking Mind" da banda Coheed & Cambria na América do Norte em julho e agosto de 2022, seguida por uma turnê como atração principal no Reino Unido e na Europa com o apoio de Caskets, Volumes e Eidola . Em 8 de junho, eles deixaram a turnê do Coheed & Cambria.
Em 14 de abril de 2022, a banda divulgou um comunicado anunciando a morte do baixista de longa data Tim Feerick, que havia morrido na noite anterior. A causa da morte de Feerick foi posteriormente relatada como uma suspeita de overdose de fentanil.
Em 3 de junho de 2022, após acusações de agressão sexual contra Tilian Pearson, a banda divulgou um comunicado anunciando que Pearson estaria "se afastando da banda".
Em 27 de junho de 2022, a banda anunciou sua turnê "An Evening With Friends" em apoio ao álbum "Jackpot Juicer". A turnê de 21 dias nos Estados Unidos excluiu o vocalista Tilian Pearson, com Andrew Wells e o ex-vocalista Kurt Travis dividindo vocais limpos.
Em 10 de novembro de 2022, Dance Gavin Dance anunciou nas redes sociais que Pearson havia retornado de seu hiato. Em sua própria declaração, Pearson também negou as acusações feitas anteriormente contra ele.

## Integrantes
| Atuais - Tilian Pearson - vocal limpo (2012–presente) - Jon Mess - vocal gutural (2005–2008 2010–presente) - Will Swan - guitarras, vocal (2005–presente) vocal gutural (2008–2010) - Tim Feerick - baixo (2005–2008 2010–presente) - Matt Mingus - bateria (2005–presente) - Andrew Wells [guitarra] e [Vocal] Integrantes de turnê - Josh Benton - guitarras (2010–presente) - Jordan McCoy - baixo (2011 2012–presente) | Ex-Integrantes - Alvaro Alcala - guitarras (2005) - Sean O'Sullivan - guitarras (2006–2007 2010) - Jonny Craig - vocal limpo (2005–2007 2010–2012) - Jason Ellis - baixo (2008–2009) - Zachary Garren - guitarras (2007–2010) - Tim Feerick - baixo (2009–2010) - Dan Snook - guitarras (2010) - Kurt Travis - vocal limpo (2007–2010) Ex-Integrantes de turnê - Tony Marks - baixo (2010) - Tim Feerick - baixo (2012) - Matt Geise - vocal limpo (2012) - Kurt Travis - vocal limpo (2012) |

### Aparições álbum
| Membro                                     | Álbum                         | Álbum                    | Álbum             | Álbum     | Álbum                       |  |
| Membro                                     | Whatever I Say Is Royal Ocean | Downtown Battle Mountain | Dance Gavin Dance | Happiness | Downtown Battle Mountain II |  |
| ------------------------------------------ | ----------------------------- | ------------------------ | ----------------- | --------- | --------------------------- |  |
| Jonny Craig (vocal limpo)                  | Sim                           | Sim                      | Não               | Não       | Sim                         |  |
| Jon Mess (vocal gutural)                   | Sim                           | Sim                      | Sim               | Não       | Sim                         |  |
| Will Swan (guitarras, vocal gutural, raps) | Sim                           | Sim                      | Sim               | Sim       | Sim                         |  |
| Sean O'Sullivan (guitarra)                 | Sim                           | Sim                      | Não               | Não       | Não                         |  |
| Eric Lodge (baixo)                         | Sim                           | Sim                      | Sim               | Não       | Sim                         |  |
| Matt Mingus (bateria)                      | Sim                           | Sim                      | Sim               | Sim       | Sim                         |  |
| Kurt Travis (vocal limpo)                  | Não                           | Não                      | Sim               | Sim       | Não                         |  |
| Zachary Garren (guitarra)                  | Não                           | Não                      | Sim               | Sim       | Não                         |  |
| Jason Ellis (baixo)                        | Não                           | Não                      | Não               | Sim       | Não                         |  |

## Discografia
Álbuns de estúdio
- Downtown Battle Mountain (2007)
- Dance Gavin Dance (2008)
- Happiness (2009)
- Downtown Battle Mountain II (2011)
- Acceptance Speech (2013)
- Instant Gratification (2015)
- Mothership (2016)
- Artificial Selection (2018)
- Afterburner (2020)
- Jackpot Juicer (2022)

EP
- Whatever I Say Is Royal Ocean (2006)

Álbuns ao vivo
- Live at Bamboozle 2010 (Live Nation Studios, 2010)
- Tree City Sessions (Rise Records, 2016)
- Tree City Sessions 2 (Rise Records, 2020)

## Videografia
- "Me and Zoloft Get Along Just Fine" (2008)
- "Tree Village" (2009)
- "Strawberry Swisher, Pt. 3" (2013)
- "The Death of the Robot with Human Hair" (2014)
- "We Own the Night" (2015)
- "Stroke God, Millionaire" (2015)
- "Betrayed By The Game" (2016)
- "Young Robot" (2016)
- "Inspire the Liars" (2017)
- "That's What I Like"  (2017)
- "Summertime Gladness"  (2017)
- "Midnight Crusade" (2018)
- "Count Bassy" (2018)
- "Son of Robot" (2018)
- "Head Hunter" (2019)
- "Blood Wolf" (2019)
- "Prisoner" (2020)
- "Strawberry's Wake" (2020)
- "Lyrics Lie" (2020)
- "Three Wishes" (2020)
- "One in a Million" (2020)
- "Synergy" (2022)
- "Pop Off!" (2022)
- "Die Another Day" (2022)
- "Feels Bad Man" (2022)